# Євтрапелія
Євтрапелія або тактовність (походить від грецького терміна «почуття гумору» (εὐτραπελία) та означає приємність у розмові, легкість і гарне почуття гумору — одна з чеснот Арістотеля, яка є «золотою серединою» між хамством (ἀγροικία) та буфонадою (βωμολοχία). Поняття тактовної дотепності мало значний вплив на середньовічну та ранньомодерну концепцію куртуазності, з якою його також ототожнювали в той час.

## Визначення
У вузькому тлумаченні «євтрапелія» асоціюється з емоцією так само, як скромність і праведність асоціюються з емоцією; в той час як воно не прив'язане до жодної конкретної емоції, якщо тлумачити його в більш широких термінах, і класифікується з правдивістю, дружелюбністю та гідністю в категорії підлих схильностей, які не можна назвати pathetikai mesotetes.
Термін евтрапелія походить від eutrapelia і з 1596 року має початкове значення «почуття гумору» в розмовах.

### Погляди Томи Аквінського
Тома Аквінський (1225—1274) розглядав євтрапелію в позитивному світлі, знову ж таки, віддаючи перевагу стародавньому арістотелівському уявленню про те, що вона складається з розумового відпочинку та почесної розваги. У Сумі теалогії Аквінський назвав чеснотою поміркованість щодо жартів.
До другої половини XIII століття це поняття вважалося станом розумного задоволення, а коментатори знову вважали його чеснотою.

### Погляди Арітотеля
У сьомому розділі другої книги «Нікомахової етики» (1108а) Арістотель відносить поняття тактовної дотепності до задоволення, властивого веселощам і жартам — відсутність поміркованості в цьому задоволенні є, оскільки воно є надмірністю, буфонадою (також «насмішка»), а оскільки це надмірність, то неотесано (також «відсутність почуття гумору»).
Концепція тактовної дотепності більш детально розглядається у восьмому розділі IV книги Нікомахової етики (1127b і далі). Арістотель зазначає, що в житті людини є розваги та жарти як частина відпочинку. Він стверджує, що в розвагах і жартах існують правила, як говорити і що слухати. Порівняно із «золотою серединою» тактовного гумору порушення цих правил є вульгарною клоунадою, бажанням викликати сміх без огляду на правила пристойності. Порушенням цих правил є також невихованість, яка розуміється як відсутність почуття гумору, викликане недостатньою гнучкістю характеру. На відміну (як правило) від сьогодення, греки вважали гнучкість характеру чеснотою, завдяки чому неотесаність, характерну для варварів, вони могли розглядати як етичний недолік.
Подібним чином поняття тактовної дотепності обговорюється в тридцятому розділі першої книги Великої етики (1193a) («Тактовна дотепність — це дотримання поміркованості між буфонадою та неотесаністю та стосується жартів»), де розрізняють два визначення терміна «тактовна дотепність»: перше — уміння тактовно жартувати, друге — здатність терпіти тактовні жарти.